# NOTAR

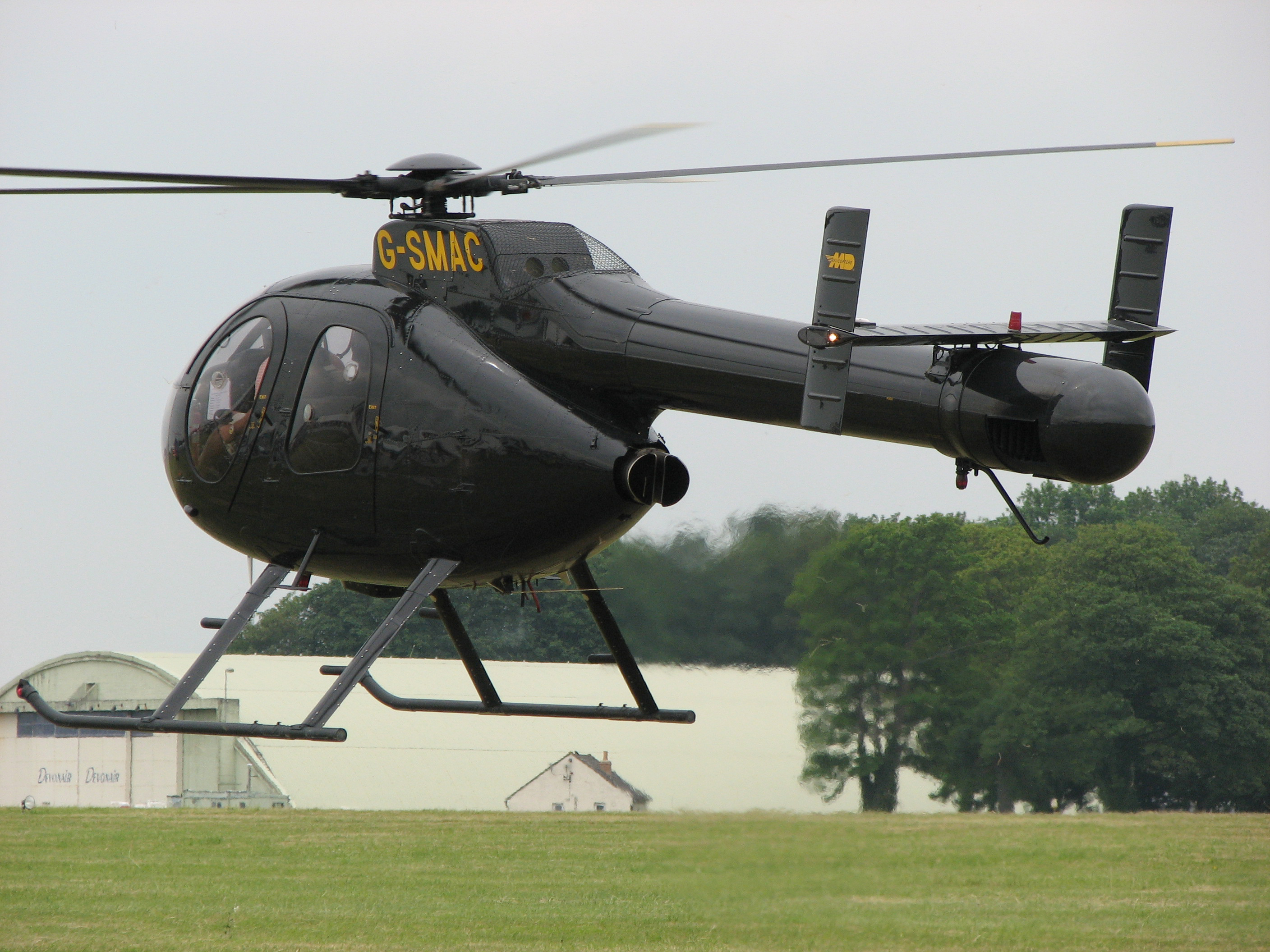
Śmigłowiec MD 500N z systemem NOTAR.

NOTAR (skrót od ang. nazwy NO TAil Rotor – bez wirnika ogonowego) – system równoważenia momentu reakcyjnego (oporowego) pochodzącego od wirnika nośnego śmigłowców, opracowany przez McDonnell Douglas Helicopter Systems.
Celem systemu jest zastąpienie wirnika ogonowego śmigłowców, co znacząco wpływa na zmniejszenie hałasu i bezpieczeństwo użytkowania tych statków powietrznych.

## Historia rozwoju
Prace nad śmigłowcem z alternatywnym do wirnika ogonowego systemem NOTAR rozpoczęto w 1975 roku w wytwórni Hughes Helicopters. W grudniu 1981 roku oblatano pierwszy śmigłowiec wyposażony w system NOTAR OH-6A Cayuse. Maszyna ta została zamówiona w wytwórni Hughes przez Armię Stanów Zjednoczonych dla celów rozwoju technologii NOTAR. Drugi śmigłowiec, znacznie bardziej zmodyfikowany, oblatano w marcu 1986 roku, już po przejęciu wytwórni Hughes przez McDonnell Douglas. Ostatni lot wykonano na nim w czerwcu 1986; maszyna znajduje się w Army Aviation Museum w Fort Rucker  w Alabamie.
Pierwszym seryjnym śmigłowcem typu NOTAR był MD 520N oblatany 1 maja 1990. 27 września 1994 uległ on katastrofie po kolizji ze śmigłowcem Boeing AH-64 Apache podczas ćwiczeń, w których pełnił rolę maszyny ściganej przez śmigłowiec szturmowy.

## Zasada działania systemu NOTAR

Schemat śmigłowca z systemem NOTAR:
1. Chwyt powietrza,
2. Wirnik o zmiennym skoku łopatek
3. Belka ogonowa z dyszami Coanda
4. Stateczniki pionowe
5. Kierunkowa dysza strumienia powietrza
6. Strumień opływający
7. Przekrój belki ogonowej
8. Kontrująca siła aerodynamiczna

Idea systemu NOTAR opartego na efekcie Coandy wymagała czasu do opracowania, lecz zasada działania opiera się na tych samych założeniach, co konstrukcja skrzydeł, również wytwarzających siłę nośną. Wewnątrz belki ogonowej (o znacznie większym przekroju, niż wykorzystywana z klasycznym wirnikiem ogonowym) jest zainstalowany wentylator o zmiennej geometrii łopatek, napędzany poprzez przekładnię tym samym silnikiem, co wirnik główny. Zadaniem wentylatora jest wytworzenie w belce ogonowej ciśnienia powietrza i wypchnięcie go przez znajdujące się po prawej stronie tejże belki dwie szczeliny oraz przez dyszę na jej końcu. Wypływające przez szczeliny sprężone powietrze warstwy przyściennej (efekt Coandy) powoduje uporządkowanie strumienia z wirnika głównego opływającego belkę i wytworzenie skierowanej w prawą stronę siły nośnej, równoważącej około 60% momentu reakcyjnego wirnika głównego. Całkowita stabilizacja śmigłowca jest realizowana przez zainstalowane na górnej powierzchni belki stateczniki pionowe oraz przez znajdującą się na jej końcu obracaną dyszę kierunkową, której ciąg umożliwia również sterowanie maszyną w osi pionowej (obroty). Podczas lotu poziomego dodatkową stabilizację zapewniają stateczniki pionowe.

## Zalety i wady systemu

### Zalety
- Redukcja hałasu

Korzyścią stosowania systemu NOTAR jest redukcja hałasu, czyniąc wyposażone w ten system maszyny najcichszymi śmigłowcami. Dzieje się tak dlatego, że około 60% hałasu generowanego przez śmigłowiec jest powodowana wzajemnym oddziaływaniem zawirowań powietrza wytwarzanych przez końcówki łopat wirników głównego i ogonowego. Zjawisko to nie występuje w przypadku braku wirnika ogonowego, tak jak to się dzieje w systemie NOTAR.
- Zwiększenie bezpieczeństwa i niezawodności

System NOTAR pozwala wyeliminować elementy mechaniczne wirnika ogonowego, takie jak wał napędowy, przekładnie kątowe i łożyska. Wyeliminowano również ryzyko uderzenia wirnikiem ogonowym w przeszkody terenowe lub niebezpieczeństwo utraty zdrowia lub życia przez osoby, które nieopatrznie zbliżyłyby się do wirujących z dużą prędkością, przez co trudno dostrzegalnych, łopat.
- Redukcja wibracji

Tak jak w przypadku generowania hałasu także wibracje pochodzą w znacznej części od wzajemnego oddziaływania zawirowań powietrza obu wirników. Brak wirnika ogonowego powoduje ich redukcję.

### Wady
- Efektywność

System NOTAR nie jest tak efektywny jak klasyczny wirnik ogonowy, przez co do uzyskania stabilizacji potrzeba więcej mocy.

## Śmigłowce z systemem NOTAR
Obecnie (2007) w produkcji są trzy typy śmigłowców systemu NOTAR i wszystkie pochodzą z wytwórni MD Helicopters:
- MD 520N – odmiana śmigłowca Hughes/MD500 z systemem NOTAR. Maszynę tego typu można zobaczyć w filmie „Mission: Impossible”.
- MD 600N – powiększona wersja MD 520N. Maszyna tego typu została wykorzystana w filmie „Śmierć nadejdzie jutro” z serii James Bond.
- MD Explorer – dwusilnikowy lekki śmigłowiec zabierający 8 pasażerów.